# Joost Conijn

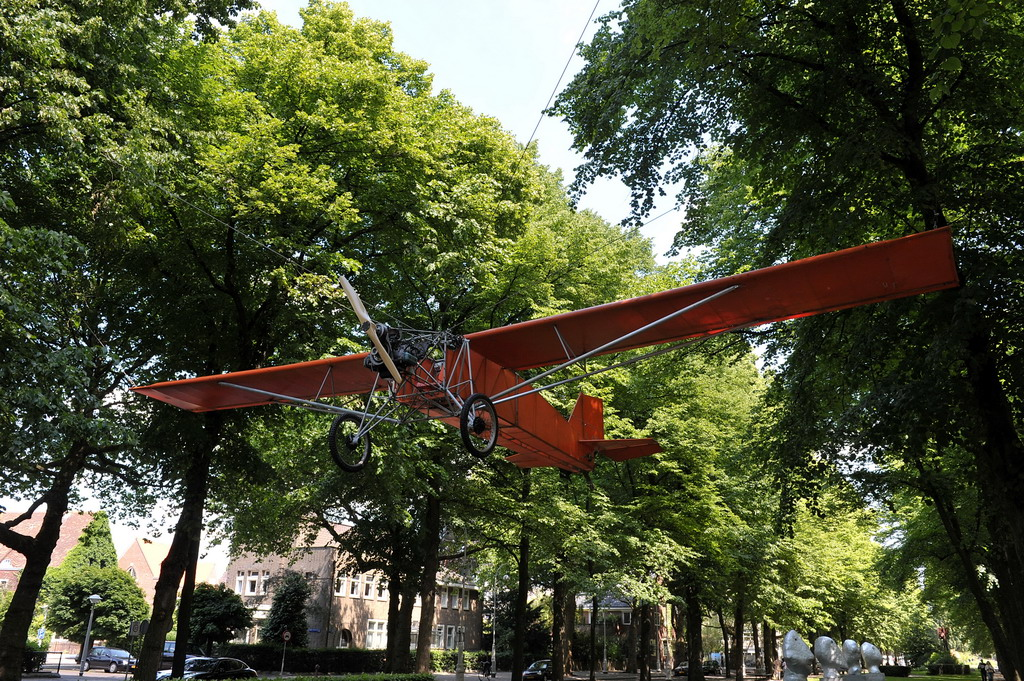
Airplane, het eerste vliegtuig van Joost Conijn

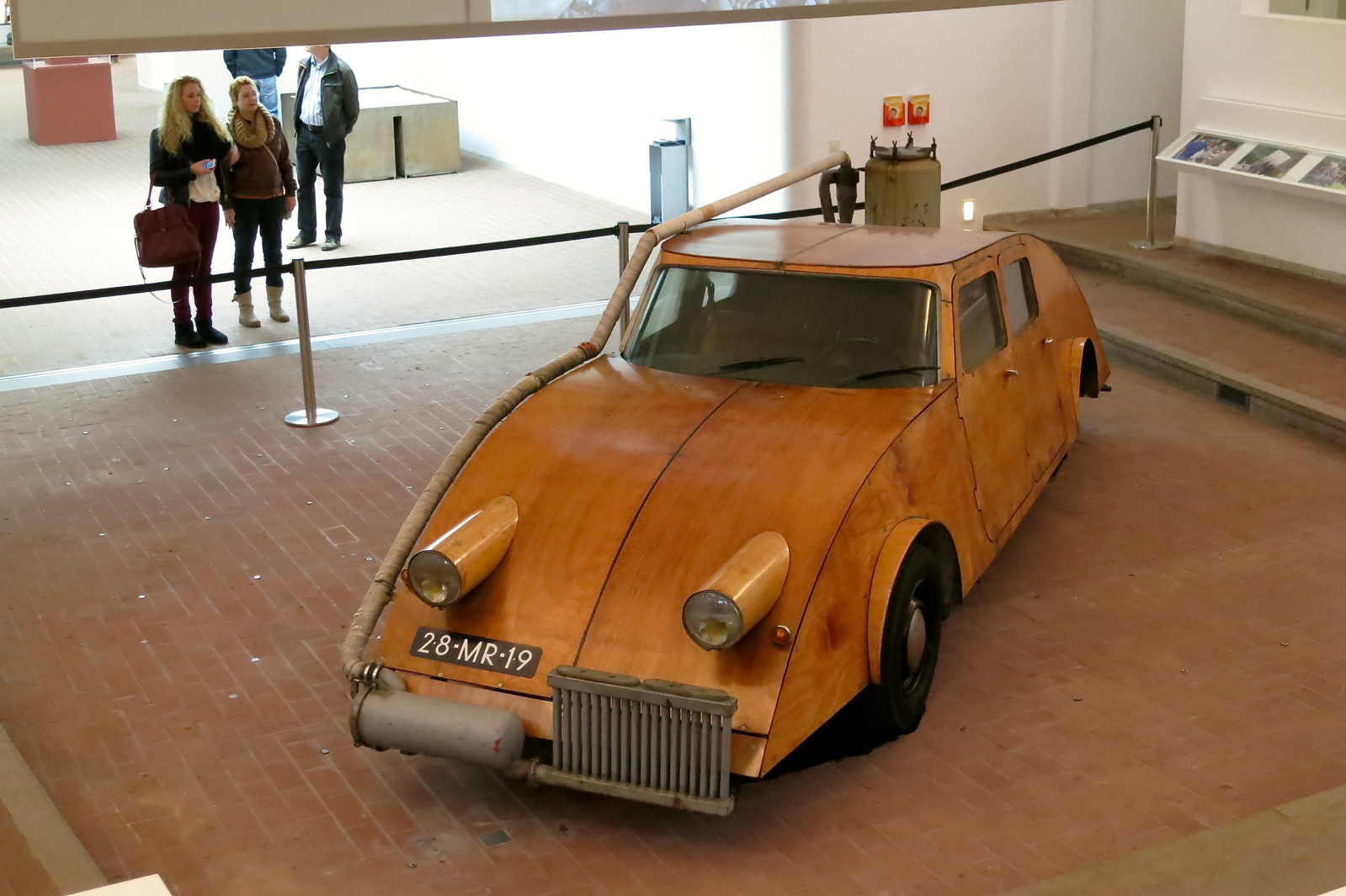
Hout auto

Joost Conijn (Amsterdam, 1971) is een Nederlandse beeldend kunstenaar en avonturier.

## Biografie
Een deel van zijn jeugd bracht Conijn door in Brabant. Tussen 1992 en 1995 studeerde hij aan de Rietveld Academie in Amsterdam. Daaropvolgend studeerde hij van 1995 tot en met 1997 door aan het Sandberg Instituut.
Joost Conijn verwierf bekendheid met projecten die als centraal thema door hem zelf gebouwde machines hebben. Zo bouwde hij al tijdens zijn studie aan de Rietveld Academie een set assen met fietswielen, waarvan de achterste as door een motor werd aangedreven, en het menselijk lichaam fungeerde als chassis en scharnierpunt tussen beide assen, tevens voor het sturen. In 1999 bouwde hij een vliegtuig, opgebouwd uit onderdelen van onder andere een fiets, een kruiwagen en een motor, waarmee hij vanaf het dak van het kunstenaarsinitiatief 'De Fabriek' in Eindhoven opsteeg. In 2002 toerde hij met een houten auto die op gas uit een houtgasgenerator reed, door vijftien landen in Oost-Europa.
Verder ontwierp hij een achteruittrapfiets en bouwde hij in de woestijn in Marokko een hek dat automatisch opent voor naderende auto's. Zijn tweede vliegtuig crashte en staat nu in de tuin van Museum Boijmans van Beuningen, met zijn derde zelfgebouwde vliegtuig vloog hij in etappes in vier maanden tijd van Nederland naar Kenia. In zijn werk zoekt Conijn de grens op tussen kunst en technologie, mens en machine. Met zijn zelfgebouwde machines maakt hij daadwerkelijk reizen, waarvan hij een verslag op film vastlegt.
Conijn was winnaar van de Charlotte Köhler Prijs voor jonge beeldend kunstenaars in 2000, en de Cobra Kunstprijs in 2005. Ook was hij genomineerd voor de Prix de Rome 2005.
Voor de Humanistische Omroep maakte Conijn de film Olland, over een fietstocht die hij met twee vrienden door Marokko maakte. De ontmoetingen met Marokkaanse mannen die in Nederland hebben gewoond en enkele woorden Nederlands kennen, reflecteren op de situatie in Nederland op dit moment. De opdracht die de Humanistische Omroep Conijn had gegeven, was om ook een film te maken over Nederland.

## Overzicht van werken
- C'est une Hek (1997)
- Vliegtuig (2000)
- Hout Auto (2001 - 2002)
- Siddieqa, Firdaus, Abdallah, Soelayman, Moestafa, Hawwa en Dzoel-kifl (2004)
- OK-KUL 09 (2005)
- Entree De Borcht, Amstelpark, Amsterdam
- Olland (2007)
- Een Handige Dromer (2012)

## Navolging
De kunstwerken van Joost Conijn waren voor de schrijver Tommy Wieringa een inspiratiebron voor het modelleren van het personage van Joe Speedboot in de gelijknamige roman uit 2005. Conijn stelt echter: "Ja, ik heb Tommy geholpen. Maar ik wil even zeggen dat wie mij goed kent, meteen de verschillen in karakter ziet tussen mij en Joe Speedboot."